# Frank Billings Kellogg
Pour les articles homonymes, voir Billings et Kellogg.
Frank Billings Kellogg, né le 22 décembre 1856 à Potsdam (État de New York) et mort le 21 décembre 1937 à Saint Paul (Minnesota), est un homme politique américain. Membre du Parti républicain, il est Sénateur du Minnesota entre 1917 et 1923, ambassadeur des États-Unis au Royaume-Uni entre 1924 et 1925 puis secrétaire d'État entre 1925 et 1929 dans l'administration du président Calvin Coolidge et brièvement dans celle de son successeur Herbert Hoover. Signataire du pacte Briand-Kellogg en 1928, il obtient le prix Nobel de la paix l'année suivante.

## Origines et carrière professionnelle
Il nait à Potsdam (New York), et sa famille déménage dans le Minnesota en 1865.
Il commence à exercer le droit à Rochester (Minnesota) en 1877.
Il est le procureur de la ville de Rochester de 1878 à 1881 et le procureur du comté d'Olmsted de 1882 à 1887.
En 1880, il entre dans la franc-maçonnerie[réf. nécessaire].
Il déménage à Saint Paul (Minnesota) en 1887.

## Carrière politique

Signature du pacte Briand-Kellog, 1928.

Il est élu sénateur républicain du Minnesota et exerça son mandat du 4 mars 1917 au 3 mars 1923.
Il est délégué à la Cinquième conférence internationale des États américains, à Santiago du Chili, en 1923 et sert comme ambassadeur extraordinaire et plénipotentiaire au Royaume-Uni de 1924 à 1925.
Il est secrétaire d'État sous la présidence de Calvin Coolidge et brièvement sous celle de son successeur, Herbert Hoover, de 1925 à 1929. En tant que secrétaire d'État, il donne son nom au pacte Briand-Kellogg, signé en 1928. Il reçoit le prix Nobel de la paix en 1929.
Il est juge associé à la Cour permanente de justice internationale de 1930 à 1935.
Il meurt à Saint Paul.